# Ле Кверче (Рим)
Ле Кверче је насеље у Италији у округу Рим, региону Лацио.
Према процени из 2011. у насељу је живело 19 становника. Насеље се налази на надморској висини од 57 м.